# Жидкова, Катерина
Катерина Жидкова (азерб. Katerina Zhidkova, род. 28 сентября 1989 года, Черкассы, Украинская ССР) — азербайджанская волейболистка, игрок сборной Азербайджана и итальянского клуба «Эпиу Казальмаджоре». Выступает на позиции доигровщицы.

## Биография
Катерина Жидкова родилась в городе Черкассы, Украинской ССР. В 2011 начала выступление за азербайджанский волейбольный клуб «Локомотив». В 2013 переходит в «Азеррейл», где проводит свой первый Еврокубковый сезон, дойдя с командой до 1/4 финала CEV Cup, в котором уступает российской «Уралочке». В следующем сезоне выступает за клуб «Азерйол» и становится бронзовым призёром Чемпионата Азербайджана, а также вместе с клубом проходит групповой этап и в 1/12 финала Лиги Чемпионов уступает в домашнем матче итальянскому «Ямамай Бусто-Арсицио» 1-3, в ответной встрече добивается победы 3-2, но пропускает соперника дальше. В сезоне 2015—2016 годов Катерина Жидкова защищала цвета волейбольного клуба «Азерйол» который добился стратегического успеха в CEV Cup заняв третье место во втором по значению Европейском Клубном Турнире. А уже летом 2016 года в составе сборной Азербайджана выигрывает Евролигу. В сезоне 2016—2017 годов Катерина вновь защищает цвета «Азеррейл» и вновь возвращается в самый престижный клубный турнир Европы — Лигу Чемпионов. Итог — серебряная медаль Чемпионата Азербайджана и 8 место в Лиге Чемпионов. Но это был не конец а лишь завязка сезона. Летом 2017 года Катерина Жидкова в составе Сборной Азербайджана сначала выигрывает Европейскую Квалификацию Чемпионата Мира и проходит напрямую на турнир который состоится в сентябре-октябре 2018 года в Японии, а затем становиться победителем Четвёртых Игр Исламской Солидарности. В 2017—2018 Катерина будет вновь защищать цвета «Азеррейл» в Чемпионате Азербайджана и в Challenge CUP.

## Клубная карьера
| Сезон       | Клуб                    | Страна      |
| ----------- | ----------------------- | ----------- |
| 2004 — 2006 | «Химволокно» (Черкассы) | Украина     |
| 2006 — 2011 | «Круг» Черкассы         | Украина     |
| 2011 — 2013 | «Локомотив» Баку        | Азербайджан |
| 2013 — 2014 | «Азеррейл» Баку         | Азербайджан |
| 2014 — 2016 | «Азерйол» Баку          | Азербайджан |
| 2016 — 2018 | «Азеррейл» Баку         | Азербайджан |
| 2018 — 2019 | «Alba-Blaj» Blaj        | Румыния     |

## Сборная Азербайджана
С 2013 года защищает цвета сборной Азербайджана. Впервые была призвана в состав национальной команды в декабре 2013 года, для участия в квалификационных матчах чемпионата мира против сборных Сербии, Израиля и Эстонии.
Выступала в Евролиге 2014 года, где вместе с командой поделила 3-4 место со сборной Польши. Была вновь включена в состав основной сборной страны в августе 2014 года.
В составе сборной Азербайджана принимала участие на чемпионате мира 2014 года, проходившим в Италии. Сборная сумела пробиться во второй групповой этап, победив на первом сборные Японии, Пуэрто-Рико и Кубы. Однако в нём уступила сборным Германии, Доминиканской республики и Италии, обыграв лишь команду Хорватии.
В мае 2015 года сборная Азербайджана победив сборную Словакии в стыковом матче вышла в финальную часть Чемпионата Европы 2015, который пройдет в Бельгии и Голландии в сентябре 2015 года. Соперницами сборной Азербайджана станут команды Турции, Бельгии и Венгрии.
В июне 2015 года в составе сборной Азербайджана Катерина Жидкова заняла четвёртое место на Первых Европейских играх, уступив в полуфинале сборной Турции (ставшей затем победителем турнира), а в матче за 3-е место сборной Сербии. оба матча закончились со счетом 2:3.
В июле 2016 года в составе сборной Азербайджана выиграла Евролигу CEV победив в финале сборную Словакии.
В мае 2017 года в составе сборной Азербайджана выиграла Европейскую квалификацию Чемпионата Мира 2018 года, разгромив в решающем матче сборную Нидерландов 3-0.
В июне 2017 года в составе сборной Азербайджана выиграла Четвёртые Игры Исламской Солидарности.

## Турниры и Достижения
Сборная Азербайджана
| год  | Турнир                                          | Место в турнире |
| ---- | ----------------------------------------------- | --------------- |
| 2014 | Чемпионат мира по волейболу среди женщин 2014   | 13              |
| 2014 | Женская волейбольная Евролига 2014              | 3-4             |
| 2015 | Чемпионат Европы по волейболу среди женщин 2015 | 14              |
| 2015 | Первые Европейские Игры                         | 4               |
| 2016 | Женская волейбольная Евролига 2016              | 1               |
| 2017 | Европейская квалификация Чемпионата Мира 2018   | 1               |
| 2017 | Четвертые Игры Исламской Солидарности           | 1               |

Клубная карьера
| Сезон     | турнир                 | Место в турнире | Команда   |
| --------- | ---------------------- | --------------- | --------- |
| 2013-2014 | Чемпионат Азербайджана | 4               | Азеррейл  |
| 2013-2014 | CEV Cup                | 9               | Азеррейл  |
| 2014-2015 | Чемпионат Азербайджана | 3               | Азерйол   |
| 2014-2015 | Champions League       | 8               | Азерйол   |
| 2015-2016 | Чемпионат Азербайджана | 4               | Азерйол   |
| 2015-2016 | CEV Cup                | 3               | Азерйол   |
| 2016-2017 | Чемпионат Азербайджана | 2               | Азеррейл  |
| 2016-2017 | Champions League       | 8               | Азеррейл  |
| 2017-2018 | Чемпионат Азербайджана | 1               | Азеррейл  |
| 2018-2019 | CEV Cup                | 2               | Alba-Blaj |
| 2018-2019 | Чемпионат Румынии      | 1               | Alba-Blaj |